# Den livgivande Treenighetens kyrka, Krutchenskaja Baigora
Den livgivande Treenighetens kyrka (ryska: Церковь Троицы Живоначальной; translitteration: Tserkov Troitsi Shivonachalnoij; kyrkslaviska: Це́рковь Тро́ицы Живонача́льной) är en rysk-ortodox kyrkobyggnad belägen i byn Krutchenskaja Baigora, i Lipetsk oblast, i den västra delen av europeiska Ryssland.
Kyrkan är helgad åt Treenigheten och tillhör Lipetsks stift.

## Historik
Den livgivande Treenighetens kyrka i Krutchenskaja Baigora byggdes år 1850. 1937 stängdes kyrkan ned och öppnades igen 1946.
Under sommaren 2018 påbörjades restaureringar av kyrkan, då bland annat ett nytt kors sattes på en av kupolerna.

## Kyrkan
- Kyrkan är gjord av sten.[3]
- Inne i kyrkan finns tre altare.[3]

## Bilder

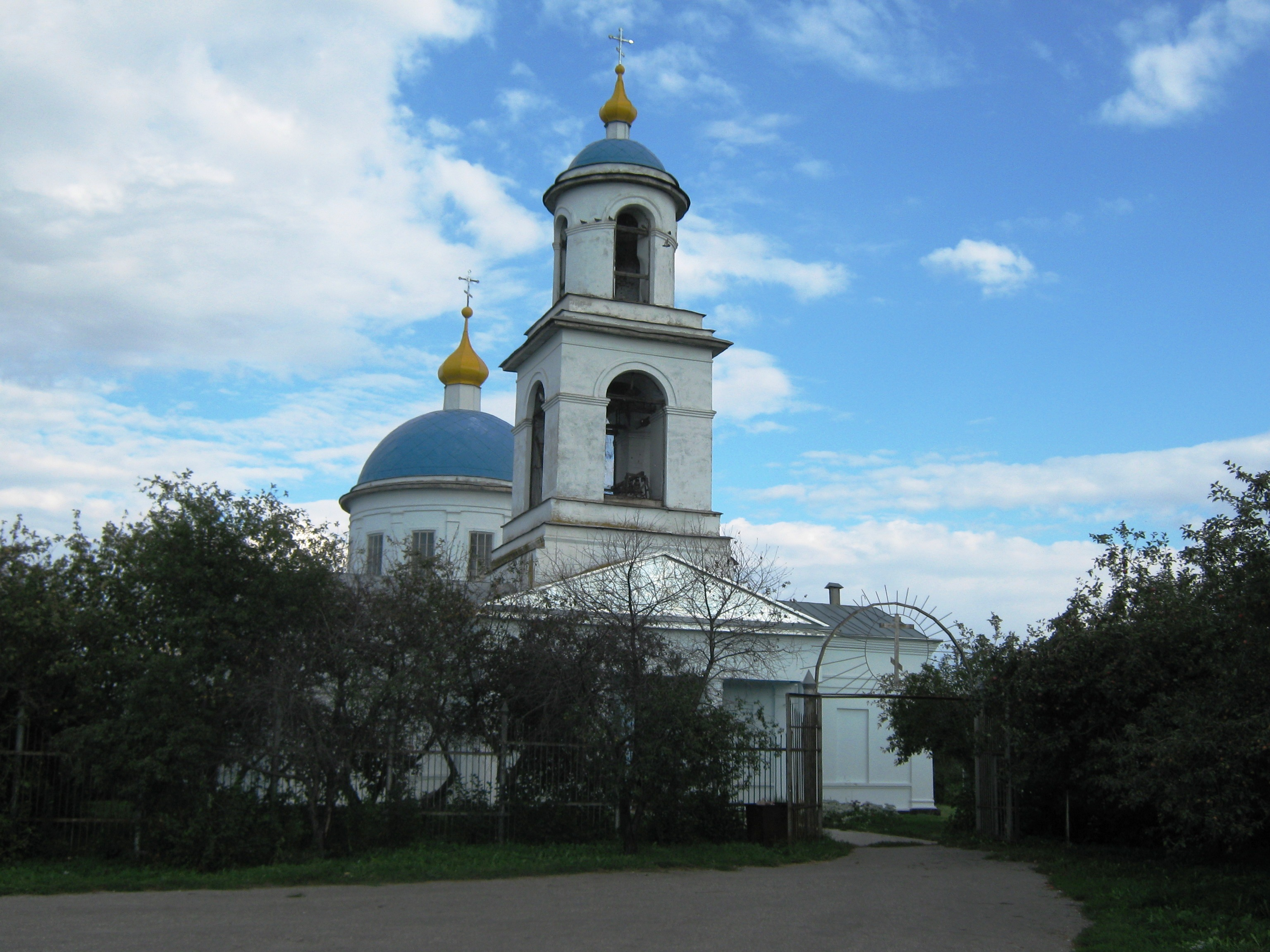
Närbild på klocktornet.
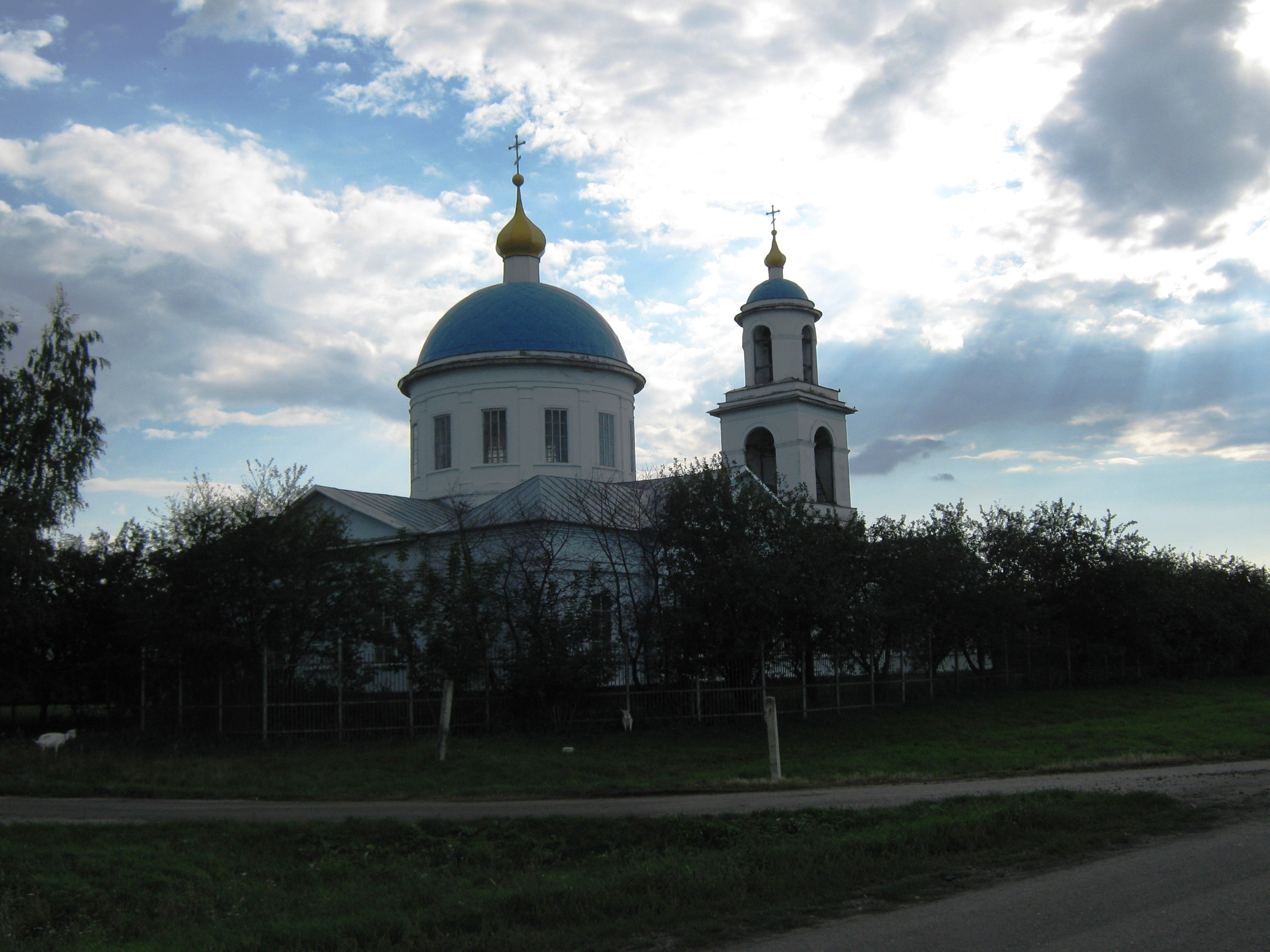
Baksidan.